# Ковзний булінь

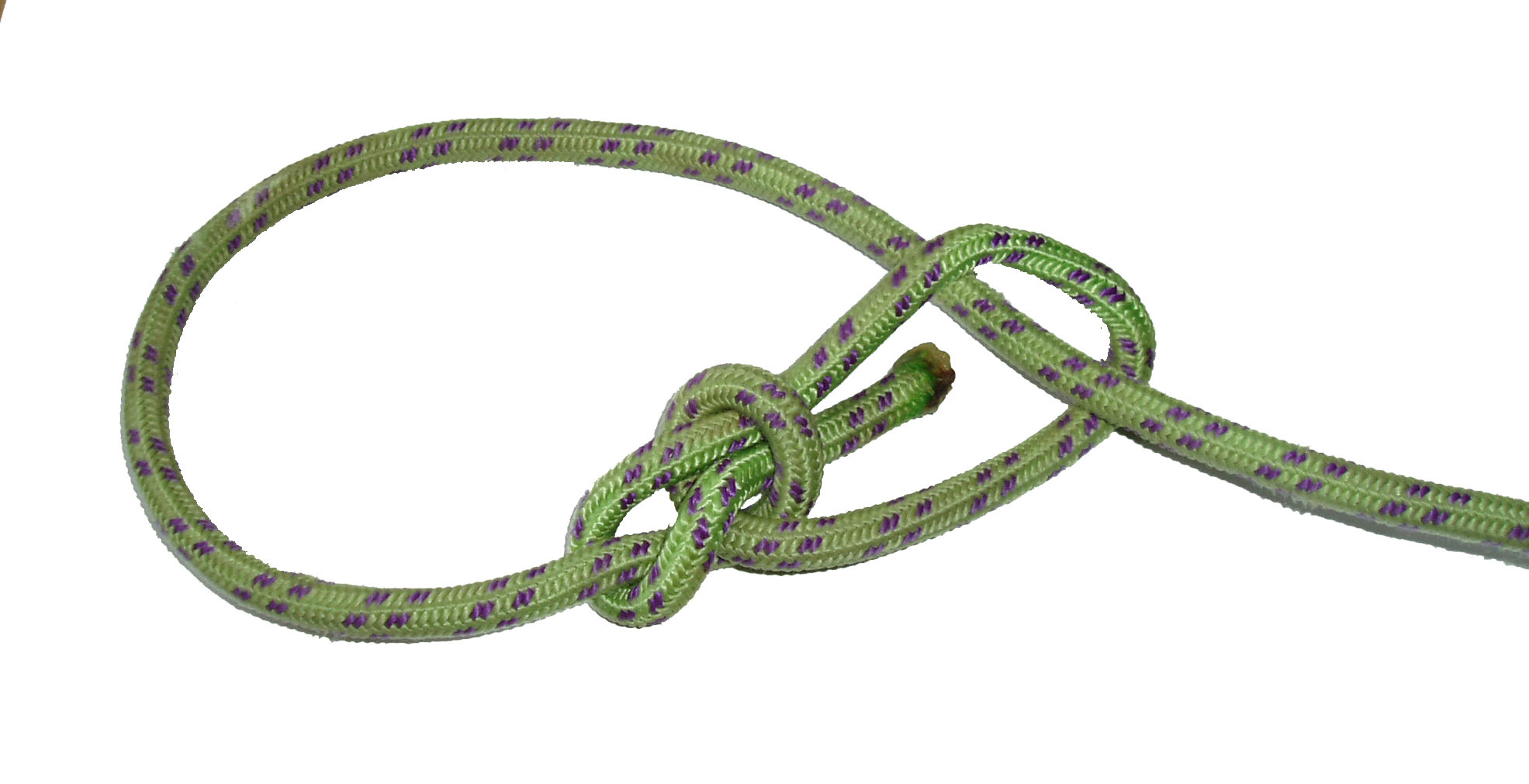
Ковзний булінь

Ковзний булінь, біжучий булінь — мотузковий вузол. Належить до простих вузлів, що затягуються, і є булінем з маленькою петлею, через яку пропущено корінний кінець. Застосовується для пошуку предметів на дні.

## Застосування
Аналогічно будь-яким іншим вузлам, що затягуються.

## Особливості
Простий, міцний, не послаблює мотузку. Легко ковзає і легко розв'язується.

## Зав'язування
Зав'яжіть булінь з маленькою петлею і протягніть в неї основну мотузку.